# Fédération des amicales des réseaux Renseignement et évasion de la France combattante

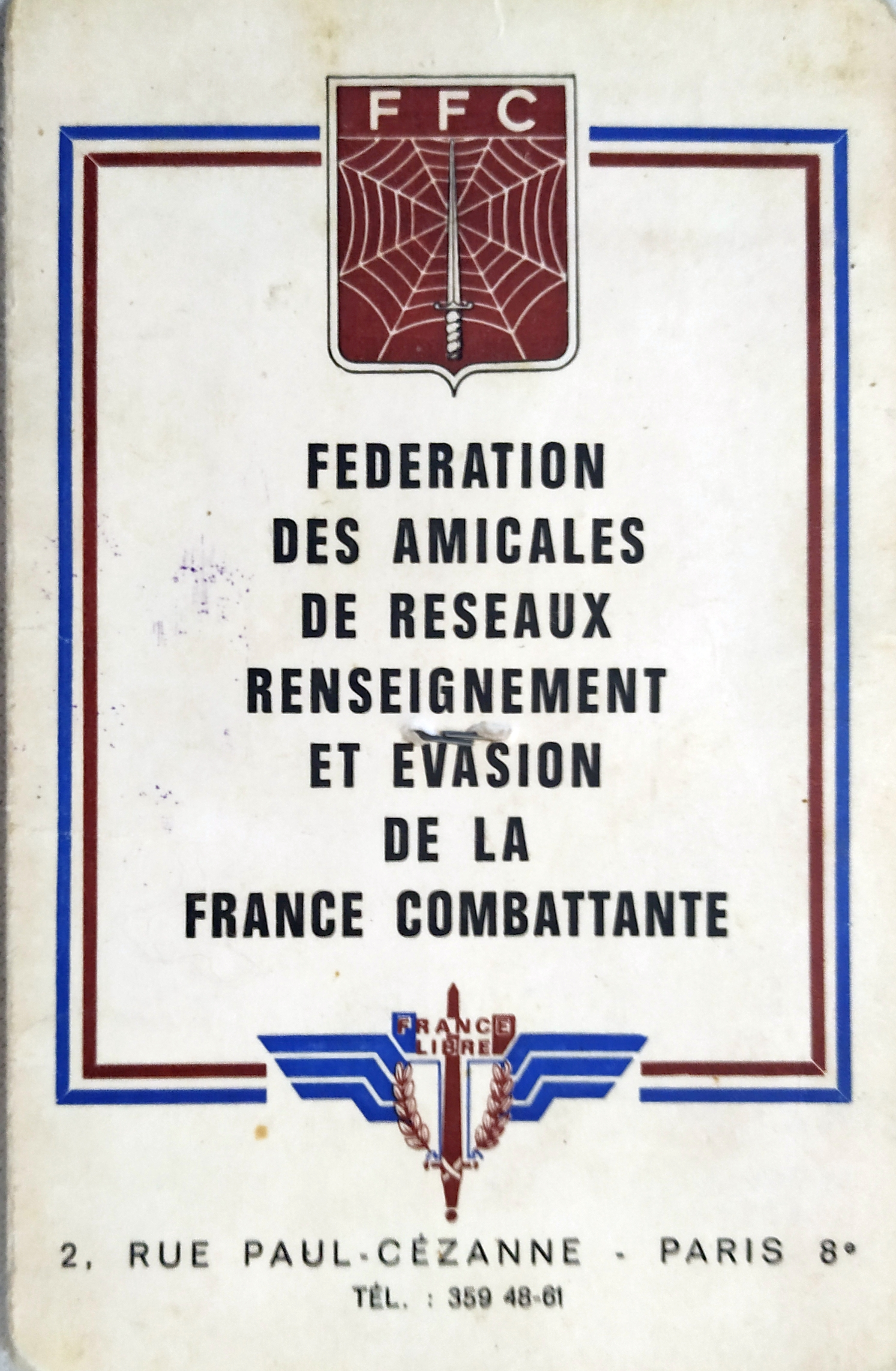
Couverture d'une carte d'adhérent de la FARREFC

La Fédération des amicales de réseaux Renseignement et évasion de la France combattante (FARREFC) est une association créée en 1945[Où ?] pour la conservation de la mémoire des réseaux de renseignements durant la Seconde Guerre mondiale et la défense des intérêts de ses membres.

## Création
À la fin de la guerre, la direction générale des études et recherches (DGER) est chargée de « liquider » les réseaux dépendant du Bureau central de renseignements et d’action.
La fédération est créée en janvier 1945 sous le nom de Fédération des amicales de réseaux de la France combattante (FARFC). Elle réunit des membres de réseaux de résistance appartenant aux Forces françaises combattantes, dépendant, directement ou indirectement, du BCRA.
La FARREFC réunit des amicales issues des réseaux, des sections départementales, et des adhérents isolés. En 1945, elle compte 18 000 adhérents.

### Objectifs
L’association se destine selon ses statuts à « cultiver des liens d’amitié noués entre les agents des réseaux reconnus par la France combattante au cours d’une lutte commune contre l’ennemi commun ».
Ses statuts donnaient également comme but à l’association de « défendre par tous les moyens légaux les intérêts de ses adhérents et de les faire profiter de son appui matériel et moral ».
L’association s’organise autour de quatre buts :
- le souvenir de la lutte et des morts
- La revendication pour des compensations matérielles et honorifiques prenant en compte la spécificité du renseignement
- l’assistance sociale et médicale pour ses membres
- l’organisation de réunions, voyages et événements.

## Vie de l’association
L’association, régie par la loi de 1901, est constituée d’un bureau qui dirige la fédération nationale.
Elle publie, de 1945 à 1999, un bulletin intitulé L’Agent de liaison des forces françaises combattantes.

### Actions
Par l’engagement de son président Lucien Duval et de son vice-président Roger A. Lhombreaud, la fédération est apparue parmi les défenseurs de Maurice Papon aux côtés de l'association Résistance - Vérité - Souvenirs.

### Liens
En 1947, la FARREFC participe à la création de la Confédération de la France avec la Fédération nationale Libre Résistance et l’Association amicale d’entr’aide des anciens officiers chargés de missions Action.

### Dissolution
Face au vieillissement et à la mort progressive de ses membres, le bureau de l’association songe à sa dissolution à la fin du XXe siècle. L’association ne souhaitant pas s’ouvrir à de nouvelles générations, elle se dissout en décembre 1999. Elle compte alors 600 membres environ. À sa dissolution en 2001, la FARREFC était adhérente à la Fondation de la résistance. Le secrétariat général est assuré de 1964 à 2001 par Paule Letty-Mouroux,.

## Dirigeants
Chanoine Noël Carlotti - 1966
Charles Chenevrier 1966-1983
Lucien Duval - 2000

## Note et sources